# Santiago Vargas
Santiago Vargas är en ort i Mexiko.   Den ligger i kommunen San Carlos Yautepec och delstaten Oaxaca, i den sydöstra delen av landet, 500 km sydost om huvudstaden Mexico City. Santiago Vargas ligger 1 364 meter över havet och antalet invånare är 131.
Terrängen runt Santiago Vargas är huvudsakligen kuperad. Santiago Vargas ligger uppe på en höjd. Runt Santiago Vargas är det mycket glesbefolkat, med 7 invånare per kvadratkilometer. Närmaste större samhälle är San Isidro Chihuiro, 7,9 km nordväst om Santiago Vargas. I omgivningarna runt Santiago Vargas växer huvudsakligen savannskog.